# 김준석 (1985년)
김준석(金晙奭, 1985년 8월 5일 ~ )은 대한민국의 제3대 충청북도 청주시의원이다.

## 학력
- 충청대학 경영회계학부 경영전공 졸업

## 경력
- 명전바이오 주식회사 전무이사
- 충북수출클럽 회원
- 충청북도 기업인협의회원
- 청주시 기업인협의회원
- (사)청년문화원 이사
- 국민의힘 충북도당 청년부대변인
- 국민의힘 충북도당 청년수석부위원장
- 국민의힘 중앙청년위원회 부위원장
- 2024.04 ~ 제3대 충청북도 청주시의회 의원
- 2024.04 ~ 2024.07 제3대 충청북도 청주시의회 전반기 농업정책위원회 위원
- 2024.07 ~ 제3대 충청북도 청주시의회 후반기 의회운영위원회 위원
- 2024.07 ~ 제3대 충청북도 청주시의회 후반기 농업정책위원회 위원

## 역대 선거 결과
| 실시년도 | 선거        | 대수 | 직책   | 선거구                  | 정당     | 득표수   | 득표율          | 순위 | 당락 | 비고           |
| -------- | ----------- | ---- | ------ | ----------------------- | -------- | -------- | --------------- | ---- | ---- | -------------- |
| 2024년   | 4·10 재보선 | 3대  | 시의원 | 충북 청주시 (자 선거구) | 국민의힘 | 12,720표 | \| \| 46.61% \| | 1위  |      | 초선, 민선 8기 |
|          | 46.61%      |      |        |                         |          |          |                 |      |      |                |